# تومي ديفيس (لاعب كرة قاعدة أمريكي)
تومي ديفيس (بالإنجليزية: Tommy Davis)‏ هو لاعب كرة قاعدة أمريكي، ولد في 21 مايو 1973 في موبيل في الولايات المتحدة.

## وصلات خارجية
- تومي ديفيس (لاعب كرة قاعدة أمريكي) على موقعبيزبول رفرنس.كوم (الدوري الرئيسي) (الإنجليزية)